# Dian Fossey
Dian Fossey (/daɪˈæn ˈfɒsi/; 16 tháng 1 năm 1932 – 27 tháng 12 năm 1985) là một nhà linh trưởng học, nhà bảo tồn động vật người Mỹ được biết đến qua việc đã thực hiện một cuộc nghiên cứu sâu rộng về loài khỉ đột núi trong thời gian từ năm 1966 cho đến lúc qua đời năm 1985. Bà đã tìm hiểu về chúng mỗi ngày trong những vùng rừng núi ở Rwanda, khởi nguồn từ sự khích lệ của nhà cổ sinh vật học Louis Leakey. Gorilla in the mist, cuốn sách được xuất bản hai năm trước khi chết của bà là một bản tường thuật về việc nghiên cứu khoa học loài khỉ đột tại Trung tâm Nghiên cứu Karisoke và phần sự nghiệp trước đó của mình. Cuốn sách đã được chuyển thể thành bộ phim cùng tên vào năm 1988.
Fossey được xem là một trong những nhà nghiên cứu linh trưởng lỗi lạc nhất trên thế giới, thành viên của tên gọi vẫn thường phổ biến "Trimates", nhóm các nhà khoa học nữ kiệt xuất vốn được Leakey cử đi để nghiên cứu các loài khỉ lớn không đuôi trong môi trường tự nhiên của chúng, cùng với Jane Goodall về tinh tinh thông thường và Biruté Galdikas về đười ươi.
Trong thời kỳ ở Rwanda, bà đã ủng hộ một cách tích cực cho các nỗ lực bảo tồn, chống đối mạnh mẽ nạn săn bắt trộm và du lịch trên sinh cảnh hoang dã đồng thời khiến cho thêm nhiều người công nhận về giống khỉ đột tinh khôn. Cả Fossey và những khỉ đột của bà đều là nạn nhân của đám đông; bà đã bị sát hại tàn nhẫn trong cabin của mình tại một trại biệt lập ở Rwanda vào tháng 12 năm 1985. Sự việc về sau được suy luận rằng có liên quan đến những nỗ lực bảo tồn của bà

## Cuộc đời và sự nghiệp
Fossey sinh ra tại San Francisco, California, là con gái của Kathryn "Kitty" (nhũ danh Kidd), một người mẫu thời trang, và George E. Fossey III, một chuyên viên tư vấn bảo hiểm. Họ ly dị khi bà mới lên 6 tuổi. Mẹ của bà đã tái hôn vào năm sau đó với một doanh nhân tên Richard Price. Cha của bà vẫn cố gắng giữ tiếp xúc với con nhưng đã bị mẹ bà ngăn cản lại và rồi mọi liên hệ đều bị cắt đứt. Cha dượng của Fossey, Richard Price, chưa bao giờ coi bà như con đẻ của mình. Ông không cho phép Fossey ngồi cùng bàn ăn với ông hay mẹ trong các bữa tối. Là người gắn chặt với kỷ luật hà khắc, Richard Price không hoặc hiếm khi hỗ trợ Fossey về mặt tinh thần. Phải chống chọi với sự bất an của bản thân, Fossey đã hướng sang động vật như là cách để được chấp nhận. Tình yêu của bà dành cho các loài vật khởi đầu từ thú nuôi đầu tiên là cá vàng và tiếp tục duy trì trong suốt phần đời còn lại. Năm 6 tuổi, bà bắt đầu cưỡi ngựa, nhờ đó kiếm được một thư giới thiệu từ nhà trường; trong lễ tốt nghiệp năm 1954, Fossey đã tự nhận mình là một người cưỡi ngựa nữ.

### Học vấn
Tốt nghiệp Trường trung học Lowell, tuân theo định hướng của cha dượng, bà đã đăng kí vào học kinh doanh tại trường Cao đẳng Marin. Tuy nhiên, qua kỳ nghỉ hè năm 19 tuổi tại một nông trại ở Montana đã khơi lại trong bà tình yêu với động vật và bà đã ghi tên mình vào khóa dự bị thú y thuộc ngành sinh học tại Đại học California, Davis. Bất chấp ý định của dượng rằng bà sẽ theo học ở một trường kinh doanh, Dian muốn dành cả sự nghiệp chuyên môn của mình được làm việc với các loài vật. Hậu quả tất yếu, cha mẹ của Dian đã không hỗ trợ bất kỳ một khoản tài chính đáng kể nào trong suốt giai đoạn trưởng thành của bà. Bà đã phải tự chu cấp cho mình bằng công việc của một thư ký tại White Front (một trung tâm bách hóa), làm thêm các việc trong phòng thí nghiệm và thư ký khác, và cả việc lao động chân tay như thợ máy trong công xưởng.
Mặc dù Fossey luôn là một sinh viên gương mẫu, bà lại gặp khó khăn với các môn khoa học cơ bản bao gồm hóa học và vật lý nên đã bị trượt trong năm thứ hai của chương trình. Bà quyết định đổi hướng sang trường Đại học Bang San Jose, đồng thời tham gia vào hội nữ sinh Kappa Alpha Theta tại đây, để nghiên cứu bộ môn phục hồi chức năng, và nhận bằng cử nhân vào năm 1954. Từ chuyên môn tốt nghiệp của mình, Fossey đã bắt đầu sự nghiệp trong ngành phục hồi chức năng này. Bà đã thực tập tại nhiều bệnh viện khác nhau ở California và làm việc với các bệnh nhân bị lao. Fossey vốn trước từng là một người cưỡi ngựa đoạt giải, chính điều đó đã dẫn bà tới Kentucky năm 1955, và một năm sau đó nhận vào làm chuyên viên phục hồi chức năng tại Bệnh viện trẻ em khuyết tật Kosair ở Louisville.
Chính nhờ tính cách ngại ngùng và e dè của mình đã giúp Fossey có thể làm việc tốt với những đứa trẻ trong bệnh viện. Bà dần trở nên thân thiết hơn với nữ đồng nghiệp Mary White "Gaynee" Henry, thư ký giám đốc điều hành bệnh viện và là vợ của một trong các bác sĩ tại đây, Michael J. Henry. Vợ chồng Henry đã mời Fossey đến tham gia cùng họ trong trang trại riêng của mình. Tại đây bà được lao động hàng ngày với gia súc và trải nghiệm một bầu không khí gia đình trọn vẹn điều mà đã thiếu vắng trong suốt cuộc đời bà. Những lúc rảnh rỗi, bà thường theo đuổi tình yêu của mình với loài ngựa.

### Hứng thú với châu Phi
Fossey đã phải gạt bỏ lời đề nghị của nhà Henry cho chuyến du lịch tới châu Phi vì không đủ khả năng tài chính. Nhưng vào năm 1963, bà đã vay $8,000 (bằng thu nhập của một năm), và dùng hết số tiền dành dụm cả đời để du ngoạn châu Phi trong 7 tuần. Tháng 9 năm 1963, bà đặt chân đến Nairobi. Tại đây, bà có dịp được gặp diễn viên William Holden, chủ nhân của khách sạn Treetops, và ông đã giới thiệu cho bà hướng dẫn viên hành trình John Alexander. Alexander trở thành người dẫn đường của bà trong bảy tuần sau đó xuyên suốt Kenya, Tanzania, Cộng hòa dân chủ Congo và Rhodesia. Lộ trình của Alexander bao gồm đến thăm Tsavo, công viên quốc gia lớn nhất châu Phi; hồ nước mặn Manyara, nổi tiếng là nơi thu hút những đàn hồng hạc khổng lồ; và miệng núi lửa Ngorongoro, sở hữu vùng thiên nhiên hoang dã phong phú. Hai địa điểm cuối cùng trong chuyến đi của bà là Olduvai Gorge tại Tanzania (vị trí khảo cổ của Louis và Mary Leakey); và núi Mikeno tại Congo, nơi mà vào năm 1959, nhà động vật học người Mỹ George Schaller đã tiến hành một cuộc nghiên cứu tiên phong trong nhiều năm liền về loài khỉ đột trên núi. Tại Olduvai Gorge, Fossey đã gặp gia đình Leakey khi họ đang khảo sát xung quanh cho các hóa thạch họ người. Leakey đã trao đổi với Fossey về công việc của Jane Goodall và tầm quan trọng của tính dài lâu trong nghiên cứu về các loài khỉ lớn không đuôi. Mặc dù bị vỡ mắt cá chân trong lần thăm vợ chồng Leakey, vào ngày 16 tháng 10, Fossey lúc này đang nghỉ tại Travellers Rest, khách sạn nhỏ của Walter Baumgartel tại Uganda; Baumgartel, người ủng hộ việc bảo tồn loài khỉ đột, là một trong số đầu tiên thấy được những lợi ích từ hoạt động du lịch mang lại cho vùng này, đã giới thiệu Fossey với hai nhiếp ảnh gia động vật hoang dã người Kenya, Joan và Alan Root. Cặp đôi đã đồng ý để Fossey và Alexander tới dựng trại ngay phía sau trại của họ, và trong vài ngày ít ỏi đó Fossey lần đầu tiên đã được chạm trán với những con khỉ đột núi hoang dã. Sau khi ở lại cùng vài người bạn tại Rhodesia, Fossey trở về Louisville để trả nợ. Bà cũng cho đăng ba bài viết trên báo The Courier-Journal miêu tả chi tiết về chuyến đi vừa rồi.

### Nghiên cứu tại Congo

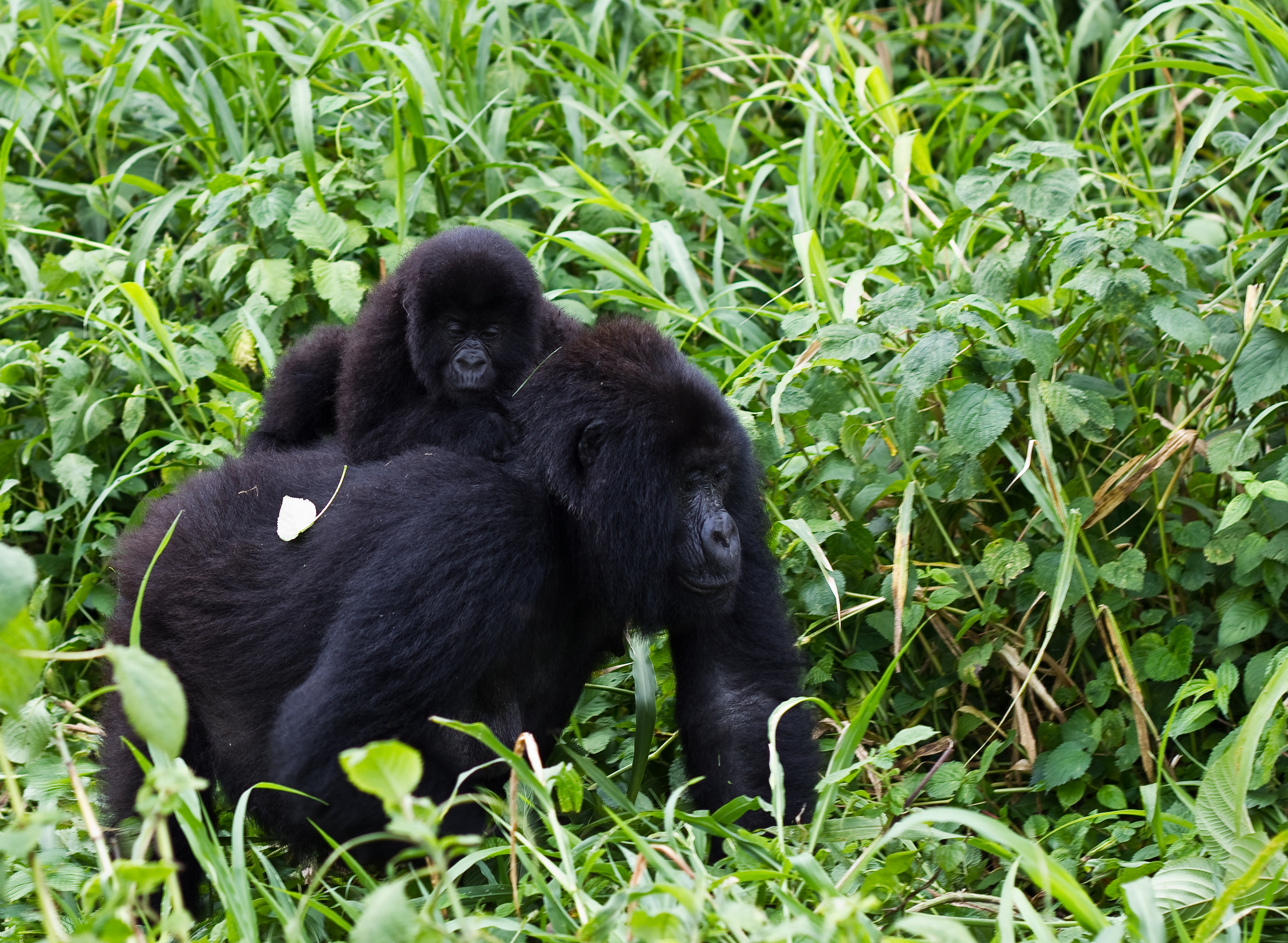
Khỉ đột mẹ và con trong Vườn quốc gia Virunga ở Congo

Nhân lần xuất hiện của Leakey tại Louisville trong cuộc diễn thuyết toàn quốc của ông, Fossey đã mang những phụ bản màu về chuyến đi châu Phi của bà trên tờ The Courier-Journal tới cho Leakey xem, và ông vẫn nhận ra bà cũng như sự thích thú của bà với những con khỉ đột vùng núi. Ba năm sau cuộc hành trình đầu tiên, Leakey gợi ý cho Fossey có thể đảm nhận một công việc nghiên cứu dài hạn về khỉ đột giống cách mà Jane Goodall đã làm với loài tinh tinh ở Tanzania. Leakey đã đồng hành tài trợ cho Fossey để thực hiện nghiên cứu này, và Fossey đã nghỉ việc để chuyển tới châu Phi.
Sau khi học tiếng Swahili và dự qua một khóa về linh trưởng (nghiên cứu khoa học về các loài linh trưởng) trong thời gian tám tháng chờ cấp thị thực và tài trợ, Fossey đến Nairobi vào tháng 12 năm 1966. Với sự giúp đỡ của Joan Root và Leakey, Fossey đã thu thập được những món đồ dự trữ cần thiết cùng một chiếc Land Rover mui bạt cũ kỹ mà bà gọi là "Lily". Trên đường tới Congo, Fossey có ghé thăm Trung tâm nghiên cứu Gombe Stream để gặp Goodall và quan sát các phương pháp nghiên cứu của bà trên tinh tinh. Đi cùng theo là nhiếp ảnh gia Alan Root, người đã giúp bà nhận được giấy phép lao động tại dãy núi Virunga, Fossey bắt đầu hoạt động nghiên cứu thực địa của mình tại Kabara, Congo vào đầu năm 1967, trên cùng vùng đồng cỏ mà Schaller từng dựng trại bảy năm trước. Root đã dạy cho bà cách cơ bản để theo dấu khỉ đột, và Sanwekwe người lùng thú của ông cũng giúp đỡ nhiều trong trại của bà sau này. Vì điều kiện sống lều bạt chủ yếu dựa vào các thức đóng hộp, nên mỗi tháng một lần Fossey lại xuống núi, leo lên "Lily" và lái xe trong hai giờ tới làng Kikumba để bổ sung nhu yếu phẩm.
Fossey đã xác định được ba nhóm riêng biệt trong khu vực chọn nghiên cứu, nhưng chưa thể tiếp cận chúng. Cuối cùng bà phát hiện ra là bằng cách bắt chước điệu bộ và làm những tiếng gằn giọng sẽ giúp trấn an chúng hơn, đi kèm với thái độ quy phục và hành động ăn những nhánh cần tây bản địa. Sau này bà cho rằng thành công của việc tạo thích ứng cho loài khỉ đột đến từ những kinh nghiệm của mình với trẻ bị tự kỷ khi còn là chuyên gia phục hồi chức năng. Giống như George Schaller, Fossey cũng phải dựa rất nhiều vào các đường "vân mũi" để nhận diện mỗi cá thể, thông qua phác họa và sau là máy ảnh.
Fossey đến Congo lúc này đúng vào thời kỳ xảy ra hỗn loạn. Đặt dưới danh xưng Congo thuộc Bỉ cho đến khi giành được độc lập vào tháng 6 năm 1960, tình trạng bất ổn và bạo động liên tục gây khó khăn lên chính quyền mới mãi cho đến năm 1965, khi Trung tướng Joseph-Désiré Mobutu trở thành tổng tư lệnh quân đội quốc gia, lên nắm quyền kiểm soát đất nước và tự tuyên bố là tổng thống trong 5 năm, mới kết thúc giai đoạn mà ngày nay gọi là cuộc khủng hoảng Congo. Trong thời gian chuyển giao chính trị, một cuộc nổi dậy và nhiều trận chiến đã nổ ra tại tỉnh Kivu. Ngày 9 tháng 7 năm 1967, quân lính đã tới trại để hộ tống Fossey cùng các nhân viên nghiên cứu xuống núi, và bà đã bị giam giữ tại Rumangabo trong hai tuần. Fossey cuối cùng cũng thoát ra được nhờ hối lộ và tìm đến khách sạn Travellers Rest của Walter Baumgärtel ở Kisoro, tại đây người chỉ đường cho bà đã bị quân đội Uganda bắt. Nhận khuyến cáo từ nhà chức trách Uganda không nên trở lại Congo, sau cuộc gặp với Leakey tại Nairobi, Fossey đã nhất trí với ông là bỏ qua lời khuyên của Đại sứ quán Mỹ để tái khởi động nghiên cứu trên vùng núi Virunga nhưng bên phần thuộc Rwanda. Ở Rwanda, Fossey gặp được Rosamond Carr, một người Mỹ xa xứ đã giới thiệu bà đến Alyette DeMunck người Bỉ; DeMunck với sự am hiểu về địa phương Rwanda đã đề nghị tìm cho Fossey một khu vực nghiên cứu thích hợp.

## Công cuộc bảo tồn tại Rwanda

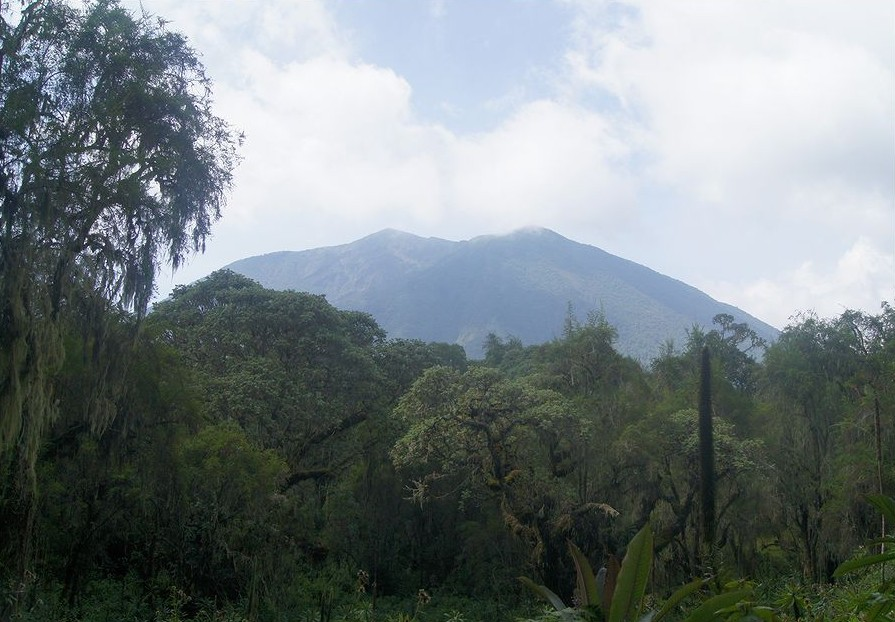
Fossey đã xây dựng trại nghiên cứu của mình trên vùng đồi thấp của núi Bisoke.

Ngày 24 tháng 9 năm 1967, Fossey thành lập Trung tâm Nghiên cứu Karisoke, một trại biệt lập ẩn mình trong rừng mưa nằm ở phần yên giữa hai ngọn núi lửa tại tỉnh Ruhengeri. Lý giải về cách đặt tên, Fossey sử dụng "Kari" lấy từ bốn ký tự đầu của núi Karisimbi nhìn trông xuống trại ở phía nam, và "soke" là bốn ký tự cuối của núi Bisoke, vùng đồi dốc cao dần lên phía bắc, ngay sau trại. Nằm ở độ cao khoảng 3.000 mét (9.800 ft) trên núi Bisoke, khu vực xác định nghiên cứu bao phủ một vùng rộng tới 25 kilômét vuông (9,7 dặm vuông Anh). Fossey còn được người dân địa phương biết đến với cái tên Nyirmachabelli, hay Nyiramacibiri, tạm dịch là "Người phụ nữ sống một mình trên núi."
Khác với những khỉ đột phía bên Congo của dãy Virunga, khỉ đột của Karisoke chưa từng được tập thích nghi một phần nào trong chuyến nghiên cứu của Schaller và chỉ nhận biết con người là những kẻ săn trộm; điều đó đã khiến Fossey phải mất khá lâu mới có thể quan sát được chúng ở khoảng cách gần.
Nhiều sinh viên nghiên cứu đã phải bỏ đi sau khi không chịu nổi cái lạnh, tối tăm, và điều kiện lầy lội khủng khiếp xung quanh Karisoke trên những sườn dốc của dãy núi lửa Virunga, nơi mà lối đi thường phải phát qua những bụi cỏ cao gần 2 m bằng mã tấu.

### Đương đầu với nạn săn trộm
Mặc dù việc săn bắn là bất hợp pháp trong vườn quốc gia của núi lửa Virunga tại Rwanda kể từ thập niên 1920, luật lại hiếm khi được thực thi bởi các nhân viên bảo tồn công viên; họ thường bị những kẻ săn trộm mua chuộc và lương trả còn thấp hơn cả những nhân viên gốc phi của Fossey. Có ba lần, Fossey viết đã chứng kiến hậu quả của việc bắt giữ những con khỉ đột nhỏ theo lệnh của các nhân viên bảo vệ công viên cho các vườn thú; khi mà cả đàn sẽ chiến đấu tới chết để bảo vệ lũ trẻ, hành động bắt cóc này thường kết thúc bằng cái chết của lên đến 10 con trưởng thành. Thông qua quỹ Digit, Fossey đã chi tiền để mở các cuộc rà soát phá bẫy săn trộm trong vùng thuộc Karisoke. Trong bốn tháng của năm 1979, hoạt động tuần tra với bốn nhân viên người Phi đã phá được 987 bẫy các loại quanh vùng lân cận khu vực nghiên cứu. Mặt khác, đội bảo vệ chính thức của vườn quốc gia Rwanda, gồm 24 người, đã không phá được bất kỳ một chiếc nào trong cùng khoảng thời gian trên. Ở phần phía đông không bị tuần tra bởi Fossey, những tay săn trộm đã gần như tận diệt hết số voi của công viên để lấy ngà và giết hại cả tá khỉ đột.
Fossey cũng giúp đỡ trong việc bắt giữ hàng loạt tên trộm, một vài đã hoàn thành hoặc đang chịu án tù dài hạn.
Vào năm 1978, Fossey đã nỗ lực ngăn cản việc xuất đi hai con khỉ đột nhỏ, Coco và Pucker, từ Rwanda đến vườn thú ở Cologne, Đức. Trong lần vây bắt chúng theo yêu cầu của vườn thú Cologne và nhân viên bảo vệ công viên người Rwanda, 20 con trưởng thành đã bị giết. Hai khỉ đột nhỏ này sau đó được nhân viên bảo vệ công viên núi Virunga chuyển tới Fossey để điều trị thương tích từ quá trình bắt giữ. Và với nỗ lực đáng kể, bà đã giúp cho chúng hồi phục gần như hoàn toàn. Bất chấp sự phản đối của Fossey, chúng vẫn bị đưa tới Cologne, sống chín năm trong điều kiện nuôi nhốt, và cả hai đều chết trong cùng một tháng. Bà xem việc giam giữ động vật trong "nhà lao" (vườn thú) để mua vui cho con người là hành động phi đạo đức.
Mặc dù những đàn khỉ đột cạnh tranh khác trong núi không thuộc phần nghiên cứu của Fossey vẫn thường thấy bị săn trộm khoảng từ năm đến mười lần liền và đã thôi thúc Fossey tự mở các cuộc tuần tra riêng chống lại, các đàn của bà chưa bao giờ là nạn nhân trực tiếp cho đến khi Digit, con khỉ đột thân thiết nhất bị giết vào năm 1978. Cuối năm đó, con lưng bạc cùng nhóm 4 với Digit mà Fossey đặt theo tên người bác "Uncle Bert" bị bắn thấu tim khi đang cố gắng bảo vệ đứa con trai Kweli khỏi bị tóm bởi nhóm thợ săn mà đã thông đồng với nhân viên bảo vệ vườn. Mẹ của Kweli, Macho, cũng bị giết trong lần phục kích này, nhưng Kweli đã không bị bắt nhờ sự giải cứu của Uncle Bert. Tuy nhiên, Kweli ba tuổi lại chết mòn trong đau đớn do bị hoại tử, vì vết đạn sượt của nhóm này.
Theo những thư từ của Fossey, ORTPN (hệ thống các vườn quốc gia Rwanda), Quỹ Bảo tồn Thiên nhiên Thế giới, Tổ chức Động vật hoang dã châu Phi, Hiệp hội Bảo tồn Fauna, Dự án Khỉ đột vùng núi và một vài sinh viên cũ đã cố gắng giành lấy quyền kiểm soát trung tâm nghiên cứu Karisoke từ bà nhằm mục đích làm du lịch, bằng cách mô tả bà là người thiếu ổn định. Trong hai năm cuối cùng, Fossey tuyên bố đã không để mất một con khỉ đột nào vào tay lũ thợ săn; tuy nhiên, Dự án Khỉ đột vùng núi, vốn để tuần tra khu vực núi Sabyinyo, đã cố che giấu cái chết của nhiều con do bị săn trộm và do bệnh tật lây nhiễm từ khách du lịch. Dẫu vậy, những tổ chức này lại nhận được hầu hết các khoản quyên góp từ công chúng trực tiếp hướng vào hoạt động bảo tồn. Mọi người vẫn thường tin rằng tiền của họ sẽ được gửi đến Fossey, người đang phải tự gồng mình tài trợ cho các cuộc tuần tra chống săn trộm hay săn thịt rừng, trong khi các tổ chức lại thực hiện tiếp nhận dưới tên bà để sử dụng cho các dự án du lịch và như bà diễn tả "để trả tiền vé máy bay cho cái được gọi là những nhà bảo tồn, người mà sẽ không bao giờ đi tuần tra chống săn trộm trong cả đời họ." Fossey đã vạch rõ sự khác biệt giữa hai triết lý mà của bà là "bảo tồn tích cực" hoặc của các tổ chức quốc tế là "bảo tồn lý thuyết."

### Phản đối du lịch
Fossey kịch liệt phản đối hoạt động du lịch hoang dã, vì khỉ đột rất nhạy cảm với các bệnh truyền nhiễm từ người chẳng hạn như cúm khi mà chúng không có sự miễn dịch. Fossey đã ghi nhận nhiều trường hợp khỉ đột bị chết bởi những căn bệnh lây lan từ khách du lịch. Bà cũng nhìn nhận du lịch đã làm can thiệp vào tập tính hoang dã tự nhiên của chúng. Fossey đồng thời cũng chỉ trích các chương trình du lịch, thường trả tiền cho các tổ chức bảo tồn quốc tế, đã gây cản trở lên công việc nghiên cứu của bà cũng như sự bình yên cho môi trường sống của loài này trên núi, và tỏ ra quan ngại về Jane Goodall, người mà thực tế đang là thành viên của một hiệp hội về tinh tinh, đã làm thay đổi hành vi của các đối tượng nghiên cứu một cách không hợp lý.
Tuy nhiên, ngày nay, Quỹ Khỉ đột Quốc tế Dian Fossey lại khuyến khích du lịch, khi cho rằng sẽ giúp tạo nên một cộng động địa phương ổn định và bền vững để chuyên tâm cho việc bảo vệ loài khỉ đột và môi trường sống của chúng.

### Bảo tồn môi trường sống
Fossey chịu trách nhiệm trong việc làm xét lại dự án của Cộng đồng châu Âu với mục đích chuyển đổi đất công viên thành các trang trại hoa cúc. Nhờ những nỗ lực của bà, ranh giới công viên đã hạ từ đường cao 3,000 mét xuống đường 2,500 mét.

### Quỹ Digit

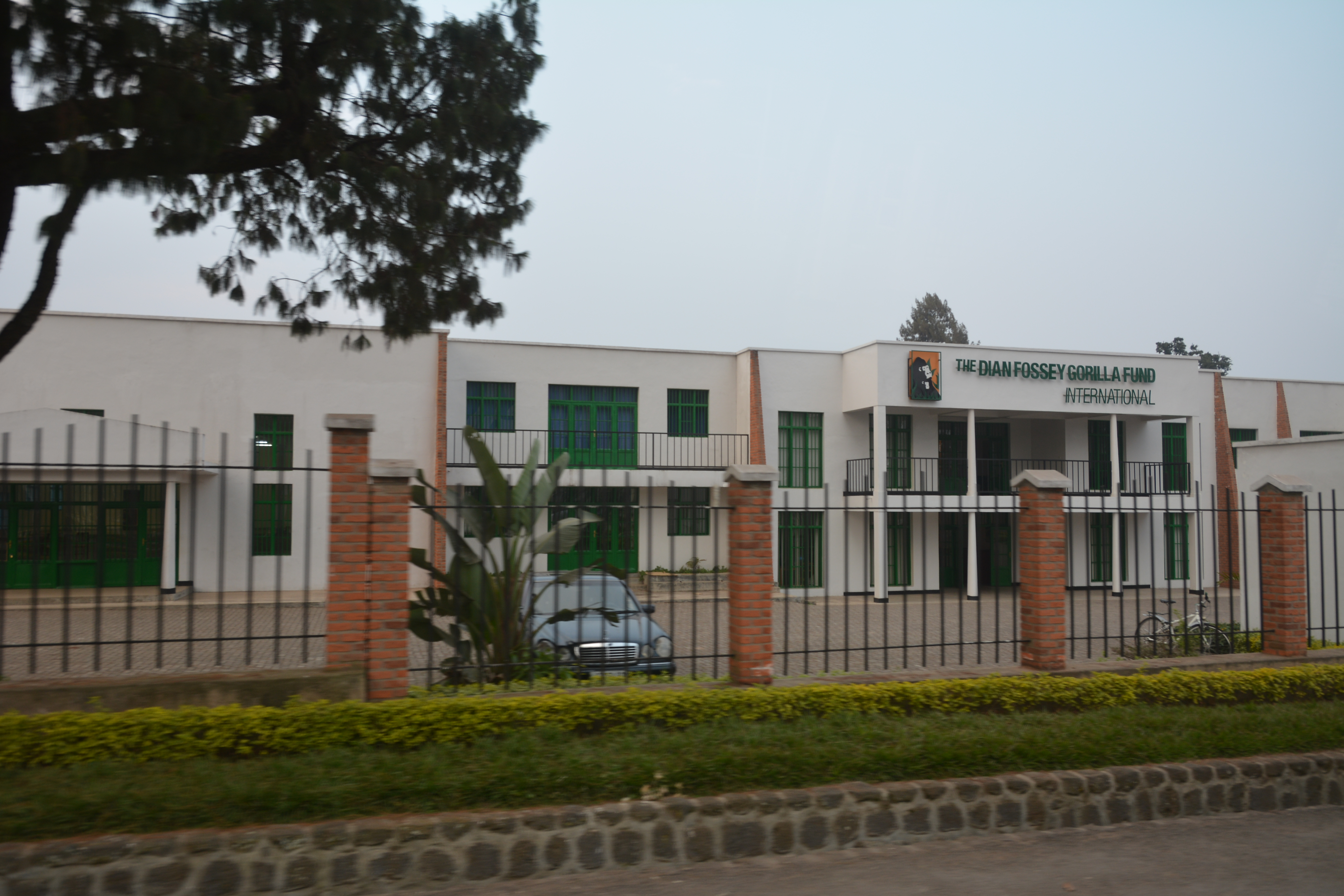
Quỹ Khỉ đột Quốc tế Dian Fossey tại Rwanda

Vào một lúc nào đó trong ngày giao thừa năm 1977, con khỉ yêu thích của Fossey, Digit, đã bị giết bởi những kẻ săn trộm. Là con canh gác của nhóm nghiên cứu số 4, nó đã bảo vệ cả nhóm chống lại sáu tên thợ săn và đàn chó của chúng, do tình cờ chạm trán khi đám này đang đi kiểm tra đường bẫy linh dương của mình. Digit bị đâm năm vết trọng thương trong sự chống cự hung tợn và đã giết được một con chó của chúng, giúp cho 13 thành viên của đàn chạy thoát. Những kẻ săn trộm thường rao bán tay của khỉ đột như những thứ bùa phép ma thuật cao quý hoặc dùng làm gạt tàn. Digit đã bị chặt đầu và hai bàn tay bị lấy để làm gạt tàn, với giá 20 đô la. Sau khi thi thể bị cắt xén của nó được tìm thấy bởi trợ lý nghiên cứu Ian Redmond, nhóm của Fossey đã bắt được một trong số kẻ giết hại. Hắn đã tiết lộ tên của năm kẻ đồng bọn khác, ba trong số đó đã bị tống giam.
Fossey sau đó đã thành lập Quỹ Digit (nay là Quỹ Khỉ đột Quốc tế Dian Fossey tại Mỹ) để quyên tiền cho các cuộc tuần tra chống săn bắt trái phép. Ngoài ra, một liên hợp các quỹ quốc tế về khỉ đột đã xuất hiện nhằm tiếp nhận sự đóng góp dưới ánh sáng thắp lên từ cái chết của Digit và để gây sự chú ý vào nạn săn trộm. Mặt khác, Fossey lại hầu như phản đối nỗ lực của các tố chức này, khi bà cảm thấy họ không hiệu quả vì đã hướng thẳng nguồn tiền đó vào tăng cường trang bị cho các viên chức vườn quốc gia người Rwanda, một vài bị cáo buộc đã cho thực hiện một số cuộc săn bắt khỉ đột trái phép ngay lập tức.
Cái chết của một vài khỉ đột được nghiên cứu nhiều nhất đã khiến Fossey càng thêm chuyên tâm vào việc ngăn chặn săn trộm mà bớt chú ý đến hoạt động nghiên cứu và công bố khoa học. Bà trở nên dữ dội hơn trong bảo vệ loài này và bắt đầu sử dụng thêm nhiều các chiến thuật trực tiếp: bà và nhân viên của mình đã cắt các loại bẫy ngay khi nó vừa được đặt; hù dọa, bắt và làm nhục những tên săn trộm; giữ gia súc của chúng để đòi tiền chuộc; đốt các trại đi săn và thậm chí đến tận cả thảm nhà.

## Đời sống riêng tư
Trong lần hành trình tại châu Phi, Fossey đã gặp Alexie Forrester, là anh của một người Rhodesia mà bà từng hẹn hò trước đó ở Louisville; Fossey và Forrester sau này đã đính hôn. Những năm về sau, Fossey có quan hệ tình cảm với nhiếp ảnh gia của National Geographic, Bob Campbell sau một năm làm việc chung tại Karisoke, và Campbell đã hứa sẽ bỏ vợ. Sau cùng cả hai dần bị chia rẽ do sự cống hiến của bà cho khỉ đột và Karisoke, trong khi ông cần phải làm việc ở xa hơn nữa và vì cuộc hôn nhân của mình. Năm 1970, khi đang làm nghiên cứu tiến sĩ tại Trường Darwin, Đại học Cambridge, bà phát hiện mình có thai và đã phá bỏ, sau đó lên tiếng rằng "bạn không thể vừa làm đại diện trang bìa tạp chí National Geographic và vừa mang thai." Fossey cũng có thêm một vài mối quan hệ khác trong các năm sau đó và vẫn luôn dành tình yêu mến cho trẻ em. Vì Fossey sẽ giải cứu bất kỳ con vật nào bị ngược đãi hay bị bỏ rơi mà bà nhìn thấy ở châu Phi hoặc gần Karisoke, bà đã tiếp nhận cả một bầy thú vào trong trại, trong đó có một con khỉ sống trong cabin của bà tên Kima và một con chó tên Cindy. Hàng năm, Fossey vẫn đều đặn tổ chức tiệc giáng sinh cho đoàn nghiên cứu, các nhân viên của bà cùng gia đình họ, và đã xây dựng một tình bạn chân thành với Jane Goodall.
Fossey gặp các vấn đề về phổi ngay từ khi còn nhỏ và cho đến cuối đời lại chịu chứng giãn phế nang mãn tính do nhiều năm hút thuốc lá nặng. Khi mà căn bệnh suy nhược này dần tiến triển—trở nên trầm trọng thêm vì độ cao của núi và khí hậu ẩm ướt—Fossey ngày càng cảm thấy khó khăn hơn để đi nghiên cứu ngoài thực địa. Bà thường xuyên bị khó thở và phải cần sự trợ giúp của bình oxy khi leo trèo hoặc bộ hành đường dài.

## Cái chết
Vào sáng sớm ngày 27 tháng 12 năm 1985, Fossey được phát hiện đã bị sát hại trong phòng ngủ của cabin riêng đặt tại rìa xa của trại nghiên cứu ở Virunga, Rwanda. Thi thể của bà được tìm thấy trong tư thế nằm ngửa gần hai chiếc giường nơi bà ngủ, cách chừng 7 foot (2 m) tính từ lỗ hổng mà rõ ràng của kẻ tấn công (hoặc nhóm) đã khoét lên tường cabin. Wayne Richard McGuire, trợ lý nghiên cứu cuối cùng của Fossey tại Karisoke, được gọi đến hiện trường bởi người giúp việc của bà và phát hiện bà đã bị đánh đập cho đến chết, thuật lại rằng "khi tôi cúi xuống để kiểm tra dấu hiệu sống của bà ý, tôi thấy khuôn mặt bà bị chẻ ra, theo đường chéo, bởi một nhát mã tấu." Cabin vương vãi đầy những mảnh kính vỡ và đồ đạc thì bị lật đổ, với một khẩu súng ngắn 9-mm và đạn ở trên sàn nhà bên cạnh bà. Trộm cắp được tin không phải là động cơ cho tội ác này, khi mà những thứ giá trị của Fossey vẫn còn nguyên trong cabin, bao gồm hộ chiếu, súng, cùng hàng nghìn đô la Mỹ bằng tiền mặt và séc du lịch.
Dòng cuối trong nhật ký của bà viết:
| “ | Khi bạn nhận ra giá trị của mọi sự sống, bạn ít chú tâm hơn về những thứ đã qua mà tập trung nhiều hơn vào gìn giữ cho tương lai. | ” |

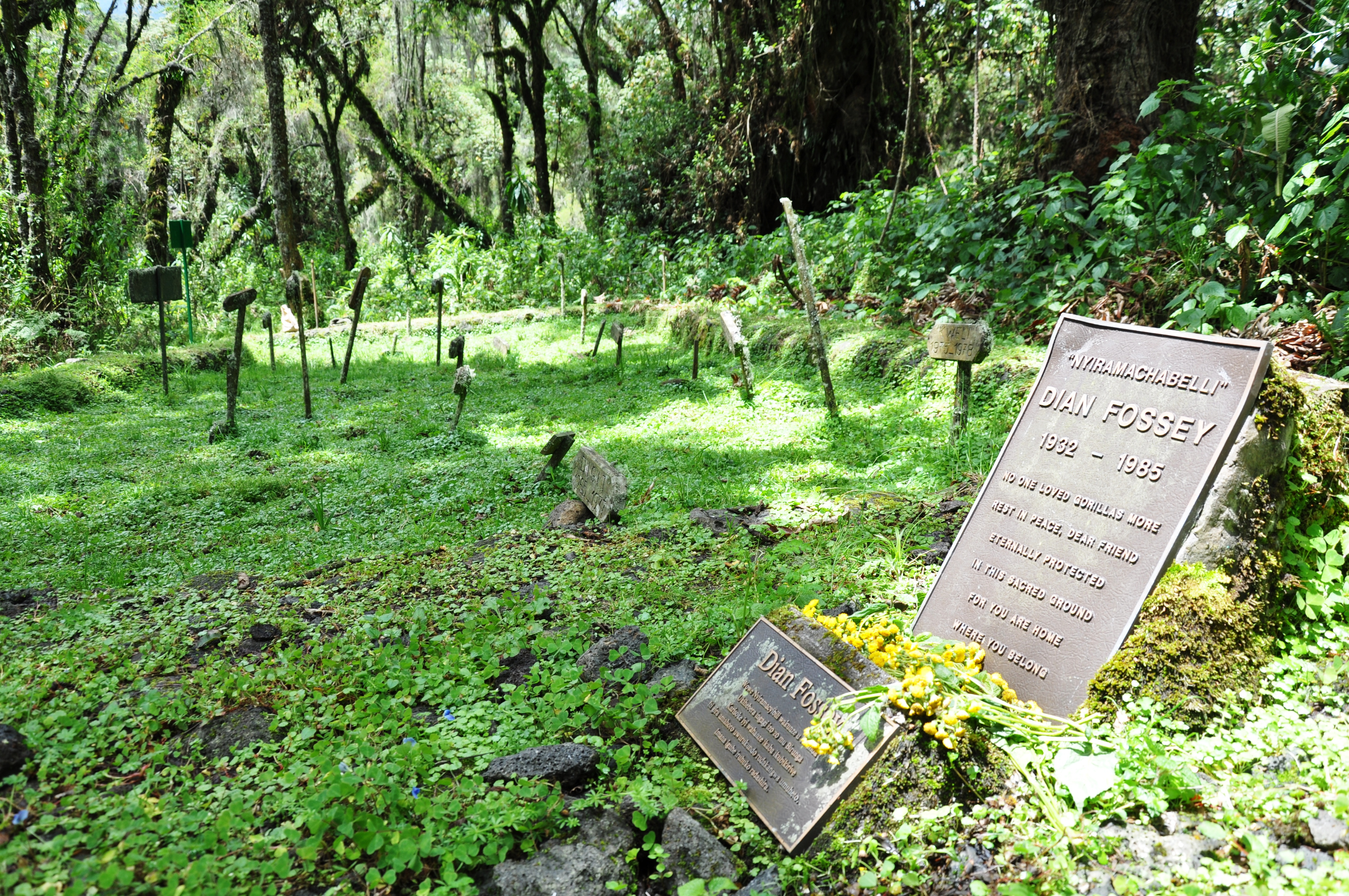
Phần mộ của Fossey tại Karisoke, kế bên là những người bạn khỉ đột của bà

Fossey được chôn cất tại Karisoke, trong khu đất bà tự mình xây dựng dành riêng cho những người bạn khỉ quá cố. Bà được an táng trong nghĩa trang khỉ đột này bên cạnh Digit, và xung quanh là các con khác bị bọn săn trộm giết. Các buổi lễ tưởng niệm cũng đồng thời được tổ chức tại New York, Washington, và California.
Một bản di chúc dường như là của Fossey thể hiện ý muốn dành toàn bộ tài sản của mình (gồm cả thu nhập từ bộ phim Gorillas in the Mist) cho quỹ Digit để đảm bảo cho các hoạt động tuần tra chống săn trộm. Fossey không hề đề cập đến gia đình mình trong đó, và nó cũng không được ký. Mẹ của bà, Hazel Fossey Price, đã khiếu nại tài liệu này và đã thành công. Thẩm phán tòa án tối cao Swartwood đã bác bỏ bản di chúc và trao phần tài sản cho người mẹ, bao gồm 4.9 triệu đô la lợi nhuận từ cuốn sách mới đây và bộ phim sắp phát hành, tuyên bố rằng văn bản này "đơn giản chỉ là một dự thảo ý nguyện chưa xác thực của bà và hoàn toàn không phải là một bản di chúc." Price nói rằng bà đang thực hiện một dự án để duy trì công việc mà con gái mình đã làm cho loài khỉ đột núi ở Rwanda, đặt tại phía đông của trung Phi miền nam của Uganda.

### Hậu quả
Sau cái chết của Fossey, toàn bộ nhân viên của bà đều bị bắt giữ. Trong đó bao gồm Emmanuel Rwelekana, người lùng thú mới bị sa thải do cáo buộc đã cố gắng sát hại Fossey bằng một chiếc mã tấu, theo báo cáo chính phủ về phiên xử McGuire. Tất cả sau đó đều được trả tự do ngoại trừ Rwelekana, về sau bị phát hiện đã chết trong tù, được cho là treo cổ tự tử.
Các phiên tòa của Rwanda sau này đã xét xử và kết án vắng mặt Wayne McGuire cho tội sát hại bà. Động cơ bị cáo buộc là McGuire đã giết Fossey để đánh cắp bản thảo phần tiếp theo của cuốn sách năm 1983, Gorillas in the mist của bà. Tại phiên xét xử, các điều tra viên cho biết McGuire thấy không hài lòng với nghiên cứu của mình và muốn dùng "bất kỳ phương pháp không trung thực nào có thể" để hoàn thành nó. McGuire quay lại Mỹ vào tháng 7 năm 1987, và vì không có hiệp định dẫn độ nào giữa Mỹ và Rwanda, nên McGuire, người vẫn còn bị điều tra rộng rãi về tội lỗi, đã từ chối bản án của mình.
Sau khi trở về Mỹ, McGuire đã có một tuyên bố ngắn gọn tại một cuộc họp báo ở Century City, Los Angeles, nói rằng Fossey từng "là bạn và là thầy" của mình, gọi cái chết của bà là "bi kịch" và những lời buộc tội là sự "xúc phạm". Sau đó, McGuire hầu như không có thông báo công khai nào cho đến năm 2005, khi tin tức lộ ra rằng ông đã được chấp nhận vào làm cho bộ phận Y tế và Dịch vụ Nhân sinh của Bang Nebraska. Lời đề nghị sau đó đã bị rút lại vì phát hiện sự liên quan của ông đến vụ án Fossey.
Một vài cuốn sách theo sau sự việc, trong đó có tiểu sử về Fossey của Farley Mowat, Woman in the Mists (New York, NY: Warner Books, 1987), đã đưa ra các giả thuyết khác nhau về vụ sát hại bà gồm những ám chỉ cho rằng bà có thể đã bị giết bởi các lợi ích tài chính liên quan đến du lịch hoặc buôn lậu.

## Tranh cãi
Fossey được báo cáo đã tiến hành bắt và giam giữ những người Rwanda mà bà nghi ngờ có hành vi săn trộm. Bà cũng bị cáo buộc đã dùng những cây tầm ma đầy gai để đánh vào tinh hoàn của một tên. Sau vụ giết hại, Mary Smith người biên tập về Fossey trên tạp chí National Geographic đã kể với Shlachter trong lần đến Mỹ rằng Fossey muốn "chất đầy theo những pháo nổ, đồ chơi rẻ tiền và các trò ảo thuật như là một phần của phương pháp mà bà dùng để lừa dụ những (người châu Phi) -- giữ họ ở thật xa."
Viết trên tờ The Wall Street Journal năm 2002, Tunku Varadarajan đã mô tả Fossey vào lúc cuối đời là sinh động, gây tranh cãi, và là "một kẻ nghiện rượu phân biệt chủng tộc khi coi những con khỉ đột của bà vẫn còn tốt đẹp hơn những người Phi Châu sống xung quanh chúng."

## Thành tựu khoa học
Fossey đã làm nên những khám phá quan trọng về loài khỉ đột bao gồm cách các con cái truyền từ nhóm này sang nhóm khác trong nhiều thập kỷ, tiếng kêu, thứ bậc và quan hệ xã hội giữa các nhóm, hành vi hiếm thấy—giết con nhỏ, chế độ ăn, và quá trình chuyển hóa các chất dinh dưỡng. Nghiên cứu của Fossey được tài trợ bởi Tổ chức Wilkie và Leakey Home, với nguồn tiền chủ yếu đến từ Hội Địa lý Quốc gia.
Vào năm 1980, Fossey, với bằng tiến sỹ Đại học Cambridge tại Anh, được công nhận là chuyên gia hàng đầu thế giới về sinh lý và tập tính của khỉ đột núi, đã định nghĩa khỉ đột là "những con khổng lồ hiền lành, uy nghiêm, tính xã hội cao với những nhân cách riêng biệt, và có mối quan hệ gia đình vững chắc."
Fossey cũng giảng dạy với chức danh giáo sư tại Đại học Cornell trong giai đoạn 1981–83. Cuốn sách được ưa thích của bà Gorillas in the Mist đã nhận được sự ca ngợi của Nikolaas Tinbergen, nhà tập tính học và điểu học người Hà lan chủ nhân của giải Nobel Sinh lý học và Y khoa năm 1973. Cuốn sách này vẫn là cuốn bán chạy nhất về khỉ đột cho đến nay.

## Di sản
Sau cái chết của Fossey, Quỹ Digit tại Mỹ đã đổi tên thành Quỹ Khỉ đột Quốc tế Dian Fossey. Trung tâm Nghiên cứu Karisoke được điều hành bởi quỹ mới này và duy trì công việc giám sát và bảo vệ khỉ đột hàng ngày mà bà đã khởi xướng.
Shirley McGreal, một người bạn của Fossey, vẫn tiếp tục làm công tác bảo vệ loài linh trưởng thông qua các hoạt động tại Liên đoàn Bảo tồn Linh trưởng Quốc tế (IPPL) do tự mình sáng lập, một trong số ít những tổ chức động vật hoang dã mà theo Fossey là đã thúc đẩy có hiệu quả "bảo tồn tích cực".
Từ sau cái chết của Fossey cho đến nạn diệt chủng Rwanda năm 1994, Karisoke được chỉ đạo bởi các sinh viên cũ của bà, một vài trong số đó đã từng có sự chống đối. Trong thời kỳ diệt chủng và tiếp nối là giai đoạn bất ổn, trại đã bị cướp bóc và phá hủy hoàn toàn. Ngày nay chỉ còn lại tàn tích của cabin của bà. Vào thời nội chiến, Công viên Quốc gia Virunga tràn ngập những người tị nạn, và hoạt động lấy gỗ trái phép đã làm phá hủy nhiều khu vực rộng lớn tại đây.
Vào năm 2014, kỷ niệm ngày sinh lần thứ 82 của Fossey đã được đánh dấu bằng một Google Doodle trên trang chủ tìm kiếm của hãng. Bức vẽ miêu tả một nhóm khỉ đột với một con đang chạm tay lên mái tóc của bà trong lúc ghi chép nhật ký.

### Tiểu sử
Virunga của Mowat, mà phiên bản tại Anh và Mỹ đặt là Woman in the Mists: The Story of Dian Fossey and the Mountain Gorillas of Africa, là cuốn sách tiểu sử đầu tiên về Fossey, và giữ vai trò như một đối trọng sâu sắc cho nhiều những thiếu sót trong câu chuyện tự thân của Fossey, được rút ra từ những bức thư thực và các mục ghi chép nhật ký của bà. Cuốn The Dark Romance of Dian Fossey của Harold Hayes đã được phát hành vào năm 1989 sau những cuộc phỏng vấn sâu rộng với những người từng sống và làm việc cùng Fossey. Trong sách, Hayes đã thể hiện bà dưới cái nhìn kém tích cực và lãng mạn hơn so với những tuyển tập ra mắt trước đó. Bộ phim Gorillas in the Mist đã dựa vào bài viết của Hayes trên tạp chí Life năm 1987, như ghi nhận trong danh sách đóng góp, thay vì cuốn hồi ký tự biên cùng tên của Fossey..
No One Loved Gorillas More (2005) của Camilla de la Bedoyere do National Geographic phát hành tại Mỹ và Palazzo Editions tại Anh. Gorilla Dreams: The Legacy of Dian Fossey được viết bởi nhà báo điều tra Georgianne Nienaber và xuất bản vào năm 2006. Tập truyện ký về Fossey này được kể dưới dạng như thể lời của bà từ thế giới bên kia. Fossey cũng xuất hiện nổi bật trong cuốn sách của cây bút tạp chí Vanity Fair, Alex Shoumatoff, có tên African Madness, khi ông mở rộng hơn về các hành vi gây tranh cãi của bà, ngụ ý rằng chính Fossey đã gây ra cái chết của mình do kiểu tương tác đầy kích động của bà với mọi người cả chung lẫn riêng. Tác giả cũng đăng một bài viết dài có nhan đề "The Fatal Obsession of Dian Fossey".
A Forest in the Clouds: My Year among the Mountain Gorillas in the Remote Enclave of Dian Fossey, của John Fowler, là tập truyện kể theo ngôi thứ nhất phản ánh cái nhìn từ bên trong trại của Dian Fossey. Tác giả đã mang đến một bức chân dung sống động và trung thực về tính cách thất thường của Fossey, sự đối xử tồi tệ của bà với các nhân viên và sinh viên nghiên cứu, và cả những tràng thịnh nộ do rượu cồn. Cuốn sách cũng cho thấy các công việc hàng ngày của trại, sự phụ thuộc của Fossey vào các sinh viên và phong trào đòi loại bỏ bà khỏi Karisoke trong những năm trước vụ sát hại tàn ác.

### Truyền thông
Chương trình Kentucky Opera Visions, tại Louisville, đã sáng tác một vở opera về Fossey, lấy tên là Nyiramachabelli; ra mắt vào ngày 23 tháng 5 năm 2006.
Universal Studios đã mua bản quyền làm phim từ Gorillas in the Mist của Fossey vào năm 1985, còn Warner Bros. Studios thì mua bản quyền từ bài viết của Hayes, mặc dù nó bị chỉ trích dữ dội bởi Rosamond Carr. Và kết quả của cuộc chiến pháp lý giữa hai hãng là một thỏa thuận hợp tác cùng sản xuất. Các phần của tập truyện và bài báo của Hayes đã được chuyển thể vào bộ phim Gorillas in the Mist, với sự tham gia của Sigourney Weaver. Trong khi cuốn sách đã bao quát sự nghiệp khoa học của Fossey một cách rõ nét và bỏ qua chất liệu về đời sống riêng tư của bà, điển hình là mối quan hệ tình cảm với Bob Campbell; thì trong phim, vấn đề tình cảm với Campbell (do Bryan Brown thủ vai) đã tạo nên một phụ truyện quan trọng. Bài viết của Hayes trước đó đã miêu tả Fossey như một người phụ nữ bị ám ảnh với những con khỉ đột, và sẽ không dừng lại trước bất cứ thứ gì để bảo vệ chúng. Bộ phim còn bao gồm những cảnh Fossey đối phó không khoan nhượng với bọn săn trộm, chẳng hạn như cảnh bà châm lửa đốt nhà của chúng.
Trong bộ phim tài liệu năm 2011 của BBC: All Watched Over by Machines of Loving Grace, Adam Curtis đã sử dụng Fossey như một biểu tượng về ý thức hệ của sinh thái học, sự cân bằng của tự nhiên và những lợi dụng chính trị của phương tây thời hậu thuộc địa tại châu Phi..
Tháng 12 năm 2017, Dian Fossey: Secrets in the Mist, chương trình truyền hình nhiều tập dài ba giờ liền, đã được phát sóng trên kênh National Geographic. Chương trình đã kể một câu chuyện về cuộc đời, công việc, vụ giết hại và di sản để lại của Fossey; trong đó sử dụng các trích dẫn tư liệu gốc và ảnh tĩnh, các cuộc phỏng vấn với những người quen biết và từng làm việc với bà, cảnh quay tư liệu đặc biệt và phần phục dựng.

## Danh mục chọn lọc

### Sách
- —— (1983). Gorillas in the Mist. Boston, Mass: Houghton Mifflin. ISBN 9780395282175. OCLC 9132014.
- —— (1972). "Living with mountain gorillas". Trong Allen, Thomas (biên tập). The marvels of animal behavior. Washington: National Geographic Society. tr. 208–229. ISBN 9780870441059. OCLC 694851776.
- ——; Harcourt, A.H. (1977). Brock, T. H. (biên tập). Primate ecology: studies of feeding and ranging behaviour in lemurs, monkeys, and apes. London New York: Academic Press. tr. 415–447. doi:10.1016/B978-0-12-176850-8.50019-6. ISBN 9780323143899. OCLC 682070368, 7332815836.
- —— (1979). Hamburg, David A.; McCown, Elizabeth R (biên tập). The Great apes. Menlo Park, Calif: Benjamin/Cummings Pub. Co. tr. 139–186. ISBN 9780805336696. OCLC 398030913.

—— A Forest in the Clouds: My Year Among the Mountain Gorillas in the Remote Enclave of Dian Fossey |John Fowler |Pegasus Books |ISBN 978-1-68177-633-0

### Bài viết học thuật
- —— (Summer 1982). "An amiable giant: Fuertes's gorilla". The Living bird. tr. 21–22. ISSN 0459-6137. OCLC 1783015.
- —— (1982). "Mountain gorilla research, 1974". Research reports - National Geographic Society. Quyển 14. Washington, DC. tr. 243–258. ISSN 0077-4626. OCLC 1586425.
- —— (1980). "Mountain gorilla research, 1971–1972". Projects. Research reports - National Geographic Society 1971. Quyển 12. Washington, DC. tr. 237–255. ISSN 0077-4626. OCLC 1586425.
- —— (1978). "Mountain gorilla research, 1969–1970". Projects. Research reports - National Geographic Society 1969. Quyển 11. Washington, DC. tr. 173–176. ISSN 0077-4626. OCLC 1586425.
- Bản mẫu:Cite dissertation
- —— (tháng 8 năm 1974). "Observations on the home range of one group of mountain gorillas (Gorilla gorilla beringel)". Animal Behaviour. Quyển 22 số 3. tr. 568–581. doi:10.1016/S0003-3472(74)80002-3. ISSN 0003-3472. OCLC 191252756.
- —— (tháng 3 năm 1972). "Vocalizations of the mountain Gorilla (Gorilla gorilla beringei)". Animal Behaviour. Quyển 20 số 1. tr. 36–53. doi:10.1016/S0003-3472(72)80171-4. ISSN 0003-3472. OCLC 191252756.